# Cassius Marcellus Coolidge

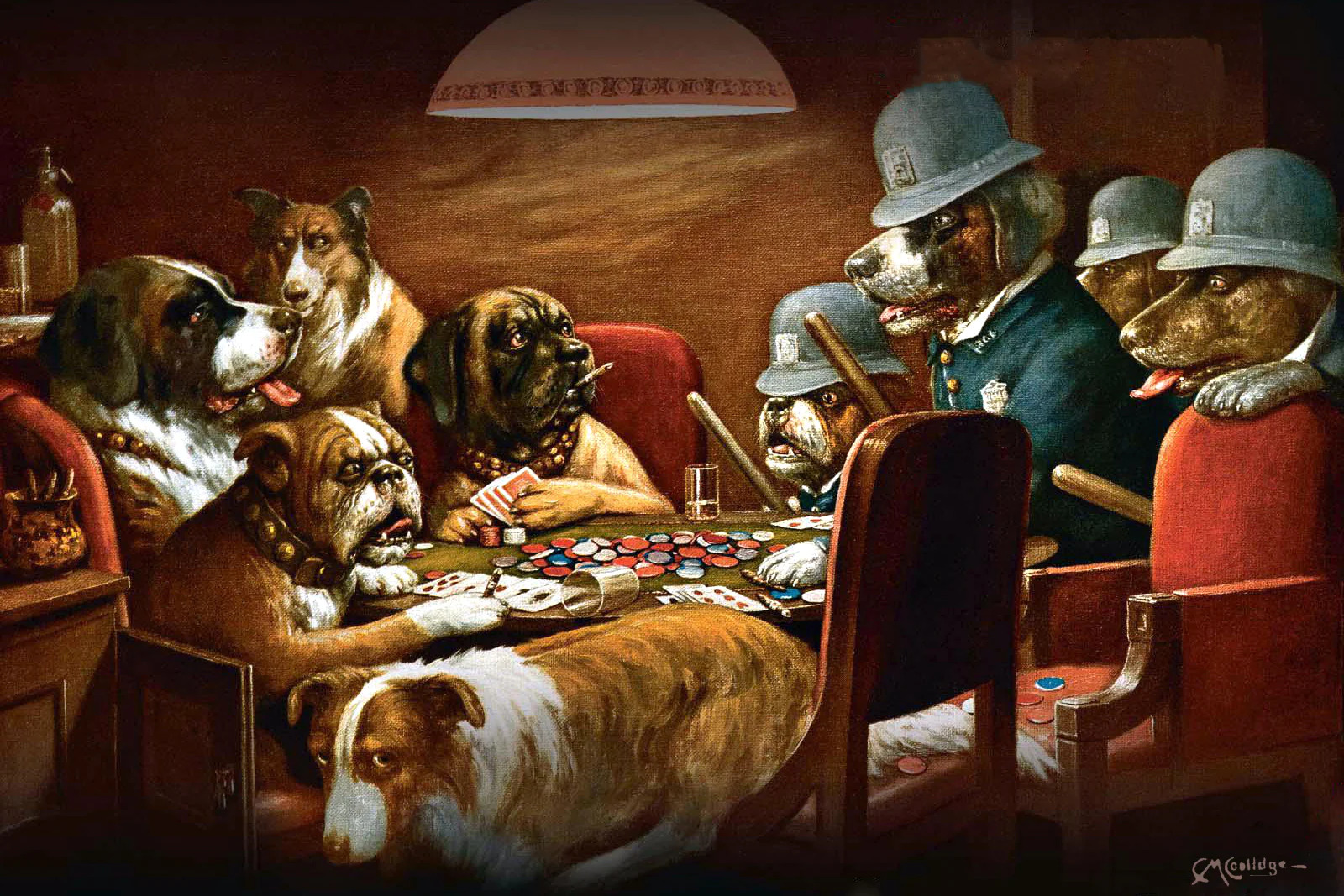
Cuatro ases, 1903.

Cassius Marcellus Coolidge (Antwerp, Nueva York; 18 de septiembre de 1844-Nueva York, 13 de enero de 1934) fue un pintor estadounidense, especialmente conocido por sus pinturas que retratan a perros jugando al póker.

## Biografía
Cassius Coolidge o "Cash" como muchos de sus amigos le llamaban, nació el 18 de septiembre de 1844. Era hijo de Nathan y Martha Coolidge, exitosos granjeros que vivían en el norte de Nueva York. Su granja estaba en la calle Hoyt, entre los pequeños pueblos de Antwerp y Filadelfia, Nueva York. Los padres de Cassius eran cuáqueros de la vieja escuela y presuntos abolicionistas. Cassius tuvo dos hermanos y dos hermanas: John, Clinton (24 de agosto de 1834-3 de febrero de 1856), Abi (28 de julio de 1848-¿?) y otra hermana desconocida.
La información sobre la infancia de Cassius es escasa, pero es sabido que pasaba mucho de su tiempo viajando entre los pueblos cercanos de Filadelfia y Antwerp. Pudo haber viajado a caballo o a pie. Entre marzo de 1861 y agosto de 1863, fue alistado como estudiante en el catálogo de trabajadores y estudiantes del Instituto Literario Liberal de Antwerp. No está claro qué estudió Cassius allí. Sin embargo es sabido que en marzo de 1864 "recibió certificados" de la Universidad Estatal y Nacional de Negocios.
En 1871 o 1872, Cassius fundó el primer banco en Antwerp. Ganó la experiencia necesaria para dirigir el banco a través de los cursos tomados en la universidad de 'Eastmans', localizada en Poughkeepsie, una ciudad en el mismo estado de Nueva York. Mientras estudiaba allí aprendió contabilidad, matemáticas y leyes comerciales. Durante este tiempo trabajó como contable en el banco de Eastmans. Fue ascendido a asistente de cajero. 
En 1889 el banco Cassius fue vendido a John D. Ellis. 
Cash tuvo muchos otros logros en la pequeña ciudad de Antwerp. En 1865 o 1866 trabajó en una farmacia que finalmente compró con un amigo. Perdió el interés y vendió su parte. A pesar de que ya había tenido y vendido una farmacia, Cassius y su hermano John abrieron otra farmacia en Rochester, Nueva York en 1872. Esta farmacia fue vendida unos dos años después. Cassius también fundó su primer periódico en 1871, llamado "The Antwerp News". Este periódico se fue a la bancarrota tiempo después.

## Trayectoria artística
Aunque no contaba con formación académica como artista, su natural aptitud para el dibujo lo llevó a crear historietas para un periódico local cuando rondaba los veinte años. También se le reconoce haber creado Comic Foregrounds, paneles a tamaño real con un recorte ovalado en el cual se coloca la cabeza para ser fotografiado como un personaje divertido.
En 1903, Coolidge fue contratado por la agencia de publicidad Brown & Bigelow de Saint Paul, Minnesota, para crear la publicidad de una firma de cigarrillos. El resultado fue una serie de dieciséis cuadros al óleo sobre perros en varias poses humanas: nueve de ellas representaban a perros jugando al póker, motivo por el cual se conoce a esta serie como Perros jugando al póquer (Dogs Playing Poker), el resto están representados también realizando actividades humanas como jugar al billar, leer un periódico o hacer de trilero.
Los títulos de la serie Dogs Playing Poker son:
- A Bachelor's Dog
- A Bold Bluff
- Breach of Promise Suit
- A Friend in Need
- His Station and Four Aces
- New Year's Eve in Dog Ville
- One to Tie Two to Win
- Pinched with Four Aces
- Poker Sympathy
- Post Mortem
- The Reunion
- Riding the Goat
- Sitting up with a Sick Friend
- Stranger in Camp
- Ten Miles to a Garage
- Waterloo

El 15 de febrero de 2005, dos de esas pinturas, A Bold Bluff y Waterloo, fueron subastadas esperando ser vendidas por entre 30.000 y 50.000 dólares, pero, sorprendentemente, fueron vendidas por 590.400 dólares. La subasta fue un récord para obras de Coolidge, cuya venta más alta hasta ese momento había sido de 74.000$.
En 1910 Coolidge pintó Looks Like Four of a Kind siguiendo el mismo estilo de su anterior serie Dogs Playing Poker.
Sus cuadros inspiraron al ilustrador norteamericano Arthur Sarnoff, quien es famoso por sus Perros jugando al billar, y a cientos de imitadores.
La película Up de Disney/Pixar homenajeó indirectamente a Coolidge al incluir una escena de perros jugando al póker.
Y en la película “The Accountant”, de 2016, existe una conversación entre dos de los protagonistas, sobre los cuadros de "perros jugando al póquer", y aparece también uno de sus cuadros.
También aparece en la película " el poder de la ambición" 
IFG.

## Galería

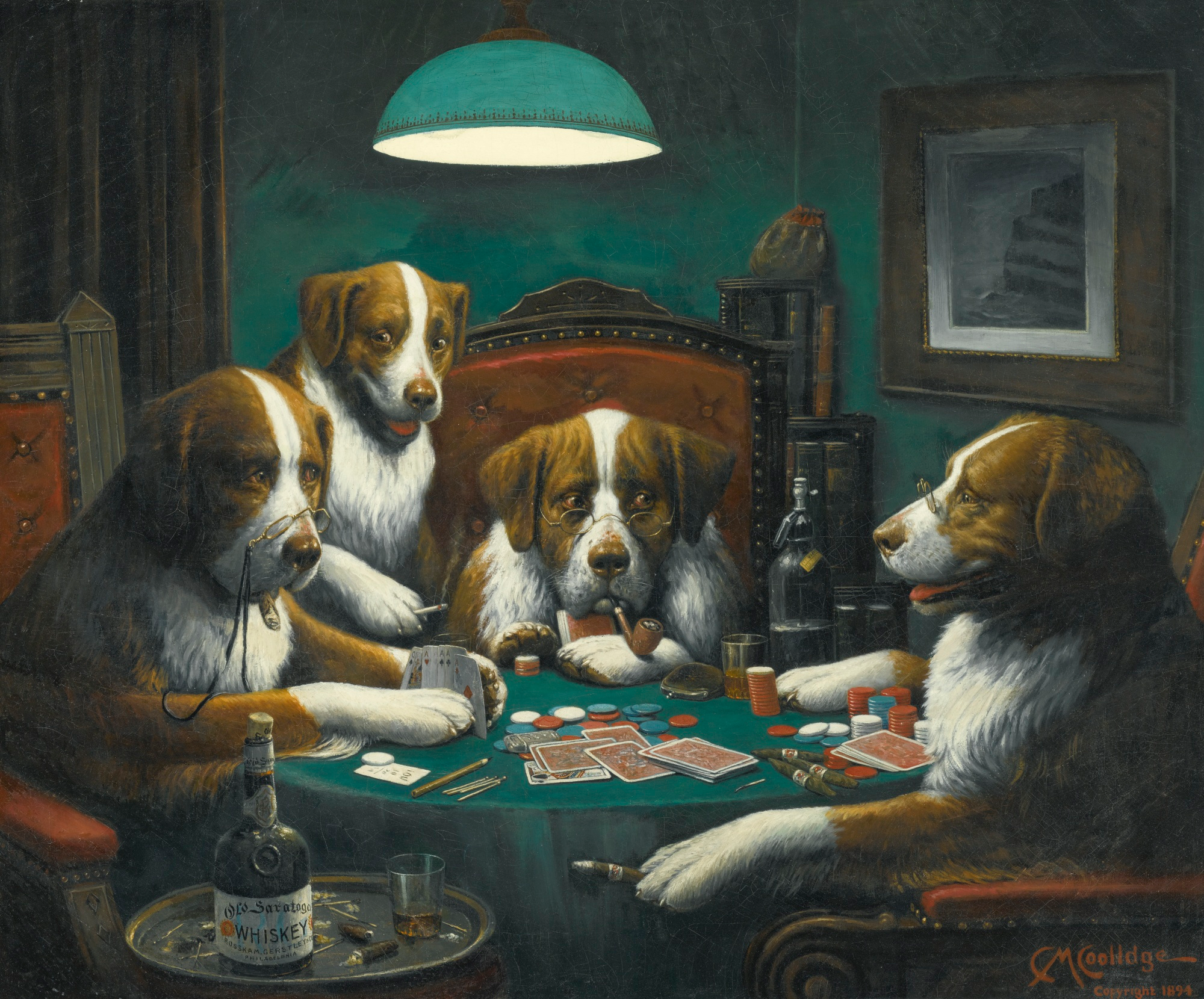
Poker Game (1894)
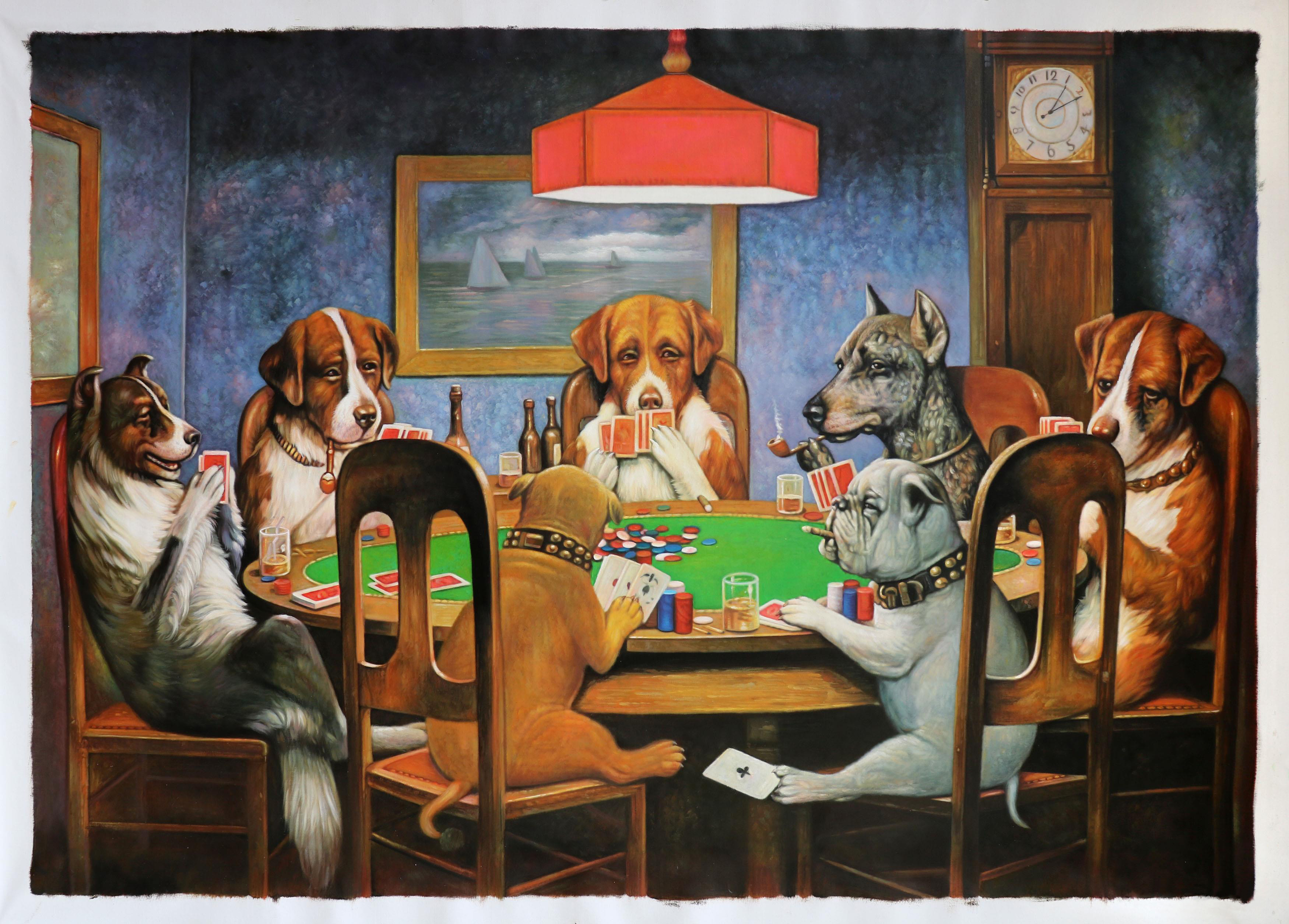
A Friend in Need (1903)
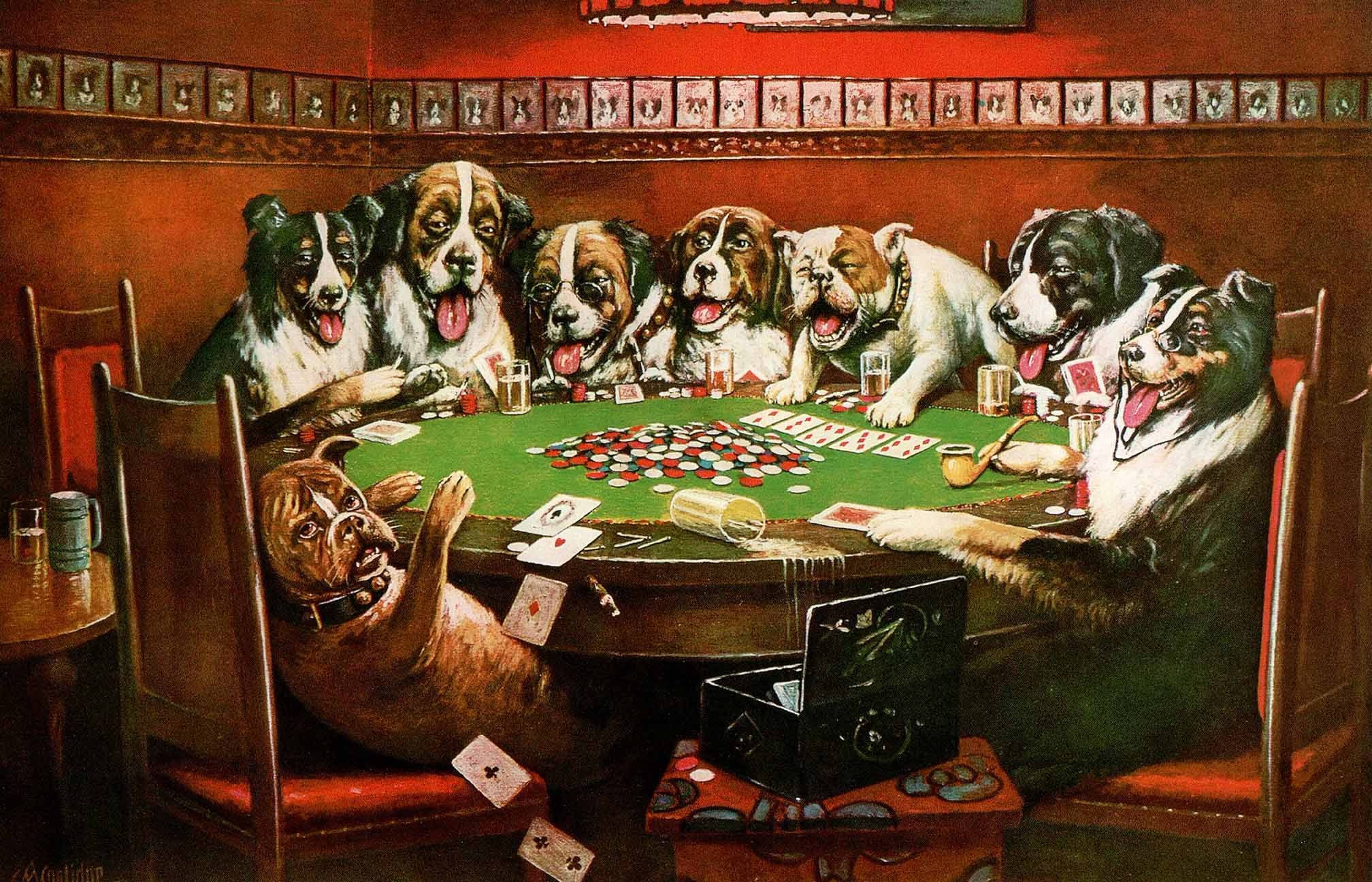
Poker Sympathy (1903)
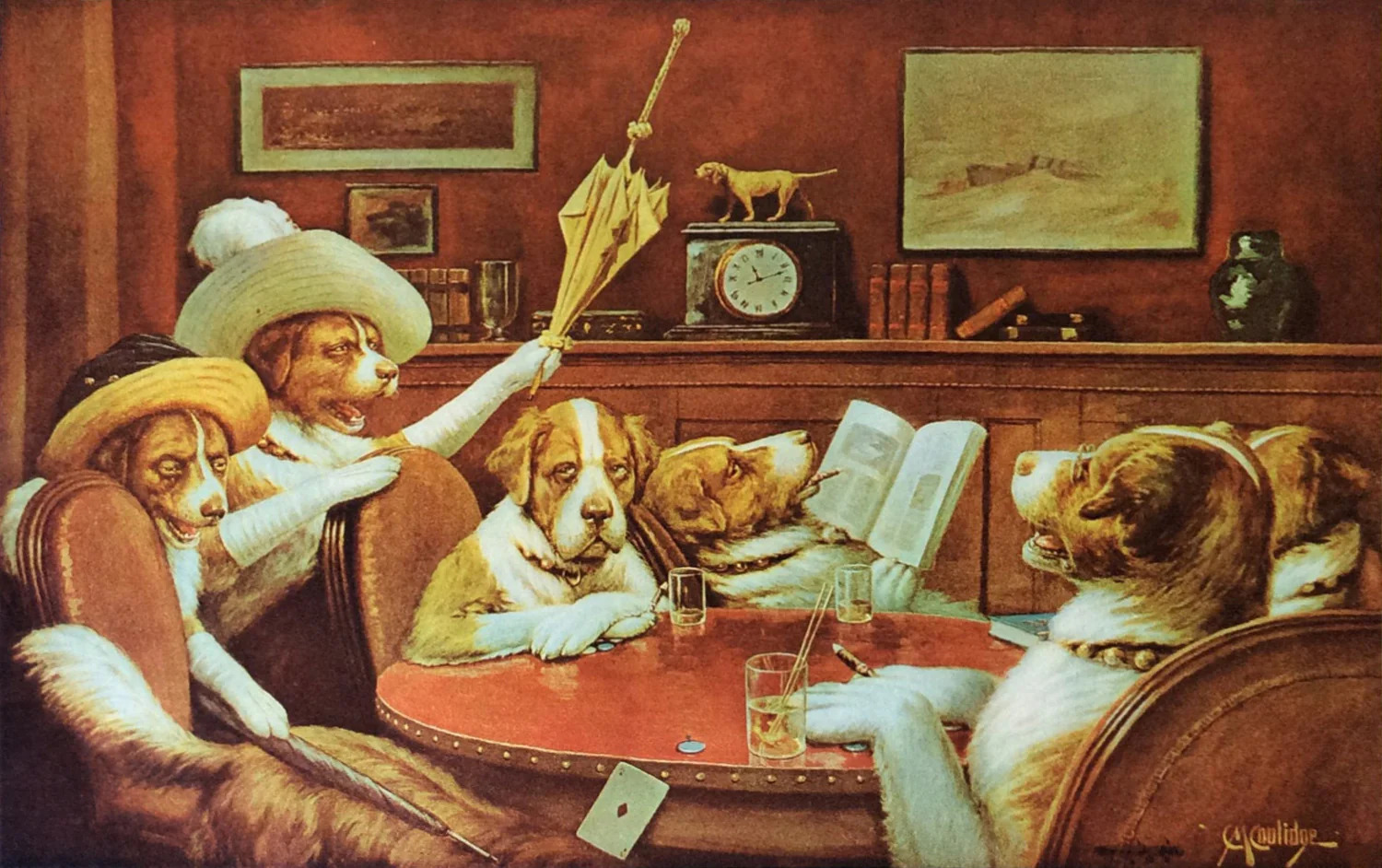
Sitting up with a Sick Friend (c. 1905)
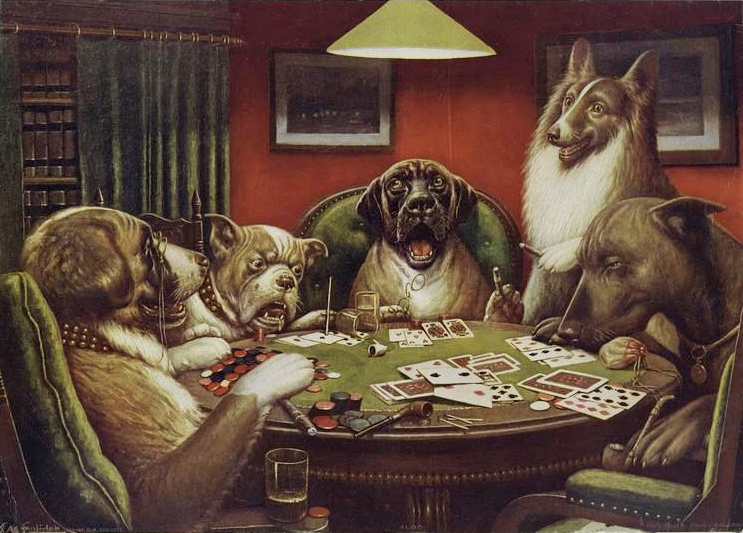
A Waterloo Dogs Playing Poker (c. 1906)